# Bataille navale de l'île des Serpents (2022)
Pour les articles homonymes, voir Bataille navale de l'île des Serpents (1788).
Invasion de l'Ukraine par la Russie de 2022
Batailles
Offensive de Kiev (Jytomyr, Kiev) : 
- 1re Hostomel
- Tchernobyl
- Ivankiv
- Kiev
- 2e Hostomel
- Vassylkiv
- Boutcha
- Irpin
  - Bombardement de réfugiés
- Jytomyr
- Mochtchoun
- Makariv
- Brovary

Offensive du Nord (Tchernihiv, Soumy) :
- Hloukhiv
- Slavoutytch
- Bombardements
- Soumy
- Trostianets
- Tchernihiv
- Okhtyrka
- Lebedyn
- Konotop
- Romny
- Desna
- Escarmouches frontalières

Russie  (Briansk, Belgorod) :
- Incursions en Russie occidentale
  - Oblast de Briansk
  - Oblasts de Belgorod et de Koursk
    - Incursions de 2024

  - Bombardement de Belgorod
- Oblast de Koursk (août 2024)

Campagne de l'Est (Donetsk, Louhansk, Kharkiv)
Kharkiv :
- 1re Kharkiv
  - Tchouhouïv
  - Bombardements : en février
  - en mars
  - en avril
  - du bâtiment administratif
- Izioum
- 2e Kharkiv
  - Balaklia
  - 1re Koupiansk
  - Chevtchenkove
- 3e Kharkiv

Nord du Donbass:
- Starobilsk
- Sloviansk
  - Dovhenke
  - 1re Lyman
  - Sviatohirsk
  - Bohorodychne et Krasnopillia
  - Bombardements : Bilohorivka
  - Kramatorsk
- Sievierodonetsk
  - Kreminna
  - Donets
  - Roubijné
  - Popasna
  - Tochkivka
  - Massacre
- Lyssytchansk
- 2e Kharkiv
  - Balaklia
  - 1re Koupiansk
  - Chevtchenkove
  - 2e Lyman
- Oblast de Louhansk
  - Ligne Svatove-Kreminna
  - Serebryansky
  - 2e Koupiansk

 Centre du Donbass:
- Horlivka
- Popasna
- Svitlodarsk
- Bakhmout
  - Soledar
- Siversk
- Tchassiv Iar
- Toretsk
- Kourakhove
- Velyka Novossilka
- Novopavlivka

Sud du Donbass :
- Volnovakha
- Marioupol
  - Bombardements : de l'hôpital
  - du théâtre
  - de l'école d'art
- Pisky
- Vouhledar
  - Pavlivka
- Marïnka
- Contre-offensive de 2023
- Avdiïvka
- Novomykhaïlivka
- Pokrovsk
  - Krasnohorivka
  - Toretsk
- Bombardements :
- Makiïvka
- Donetsk

Campagne du Sud (Mykolaïv, Kherson, Zaporijjia)
- 1re Kherson
- Odessa
- Melitopol
- Mykolaïv
  - Bombardements : à fragmentation
  - du bâtiment administratif
- 1re Berdiansk
- Zaporijjia
- Tchornobaïvka
- Enerhodar
- Voznessensk
- Houliaïpole
- Davydiv Brid
- 2e Berdiansk
- Nova Kakhovka
- 2e Kherson
  - Doudtchany
- Dniepr
- Tchoulakivka
- Contre-offensive de 2023
  - Robotyne

Frappes aériennes dans l'Ouest et le Centre de l'Ukraine
- Lviv (02/2022)
- Vinnytsia (03/2022)
- Yavoriv (03/2022)
- Deliatyne (03/2022)
- Dnipro
- Rivne

Guerre navale
- Île des Serpents (02/2022)
- Moskva (04/2022)

Attaques en Crimée
- Novofedorivka (08/2022)
- Djankoï (08/2022)
- Pont de Crimée (10/2022)
- Base navale de Sébastopol (10/2022)
- Pont de Crimée (07/2023)
- Base navale de Sébastopol (09/2023)

Débordement
- Aéroport de Millerovo
- Sabotages en Russie
- Attaques en Transnistrie
- Sabotage des gazoducs Nord Stream
- Terrain d'entraînement militaire de Soloti
- Explosions en Pologne
- Bases aériennes de Dyagilevo et Engels-2
- Base aérienne de Minsk-Matchoulichtchi
- Crise russo-moldave de 2023
  - Accusations de tentative de coup d'État en Moldavie
- Incident de drone de 2023 en mer Noire
- Rébellion du groupe Wagner

Massacres
- Tchernihiv
- Boutcha
- Borodianka
- Olenivka
- Izioum

La bataille navale de l'île des Serpents de 2022 désigne une opération militaire menée par les Forces armées de la fédération de Russie contre celles de l'Ukraine positionnées sur l'île des Serpents du 24 février 2022, début de l'invasion russe de l'Ukraine, au 30 juin 2022. Des versions contradictoires relayées par de nombreux médias décrivent ces évènements.
Au sujet de cette opération, un grand retentissement médiatique est donné en février 2022 à l'échange radio entre les deux camps et à la mort supposée de la garnison ukrainienne, mort démentie par la suite.

## Contexte
L'île des Serpents est rocheuse, d'une superficie de 17 hectares et se trouve dans la partie nord-ouest de la mer Noire, à l'ouest de ce que les anciens géographes nommaient la « mer Borysthénique » entre les bouches du Danube, celles du Dnipro et la Crimée. L'île des Serpents, auparavant roumaine, est devenue une base soviétique en 1948 ; le 2 juin 1997 la Roumanie a officiellement cédé la souveraineté de l'île à l'Ukraine par le traité frontalier roumano-ukrainien de Constanța, et les frontières maritimes des deux pays (et donc de l'Organisation du traité de l'Atlantique nord) ont été délimitées le 3 février 2009 par la Cour internationale de justice.
La possession de l'île des Serpents donne à l'Ukraine une mer territoriale de 12 milles marins (22 kilomètres) autour de l'île. Au cours de la guerre russo-ukrainienne, après l'invasion, l'occupation (uk) et l'annexion de la Crimée par la Russie en 2014, et surtout après la construction du pont de Crimée sur le détroit de Kertch, la Russie a aussi, grâce à sa marine basée à Sébastopol, pris le contrôle des eaux territoriales ukrainiennes autour de la péninsule de Crimée. Cela a bloqué l'accès aux principaux ports de l'Ukraine continentale, tant à l'est dans la mer d'Azov (Marioupol et Berdiansk) qu'à l'ouest dans « mer Borysthénique » (Mykolaïv et Kherson). Toutefois, tant que l'Ukraine contrôlait l'île des Serpents et ses eaux territoriales, l'accès du port d'Odessa restait libre.

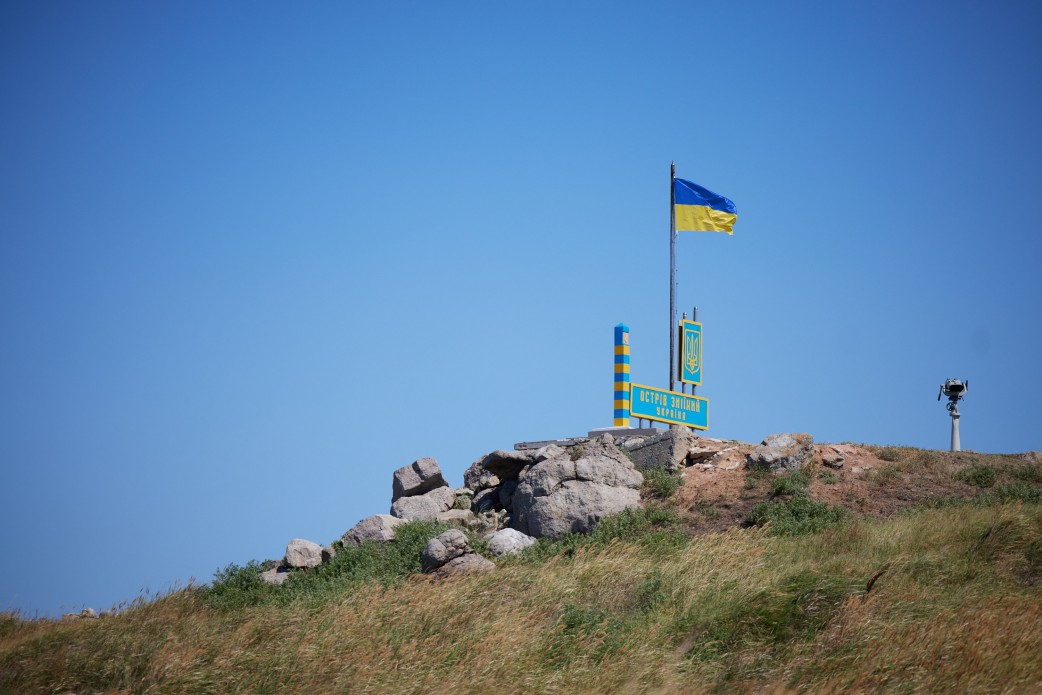
Le drapeau de l'Ukraine sur l'île des Serpents, le 9 août 2021.

Au cours de la crise diplomatique russo-ukrainienne de 2021-2022 et des préparatifs russes pour leur invasion de 2022, l'importance stratégique de cette île a été évoquée. Le 9 août 2021, le président ukrainien Volodymyr Zelensky s'est rendu sur l'île et y a tenu une conférence de presse au cours de laquelle il a déclaré : « Cette île, comme le reste de notre territoire, est une terre ukrainienne, et nous la défendrons de toutes nos forces »,,. En août 2021, la garnison de l'île est d'environ 100 soldats.
Un article d'Andrew D'Anieri et Doug Klain pour le think tank américain Atlantic Council a examiné si l'île des Serpents pourrait être le prochain objectif des forces armées russes pour la guerre du président russe Vladimir Poutine contre l'Ukraine.

## Déroulement

### Prise de l'île par les Russes
Le 24 février 2022, aux alentours de 16 heures, heure normale d'Europe de l'Est, le service de presse du ministère des Affaires intérieures de l'Ukraine annonce que l'île des Serpents est assaillie par deux unités de la flotte de la mer Noire de la marine russe : le croiseur Moskva et le patrouilleur Vassili Bykov,.
| - Le croiseur Moskva - Le patrouilleur Vassili Bykov |

L'île est prise d'assaut et occupée dans la journée par les troupes de ces deux unités et vers 23 heures, le service national des gardes-frontières d'Ukraine annonce que l'île est tombée aux mains des troupes russes. C'est autour de cet événement que les versions divergent.

#### Récits de l'événement
La différence entre les récits concerne le nombre d'Ukrainiens présents sur l'île (qui varie de treize à 82 en passant par 50) et sur les modalités de la prise de l'île : à l'issue d'un bombardement aérien et naval destructeur ayant tué les treize défenseurs et anéanti l'ensemble des infrastructures présentes sur place, ou bien par simple reddition de la garnison ?

##### Récit ukrainien: le «sacrifice héroïque des treize garde-côtes»
Aux injonctions du commandant du croiseur Moskva demandant aux soldats ukrainiens stationnés sur l'île de se rendre sous peine d'être bombardés : « Je vous demande de déposer les armes et de vous rendre, pour éviter un bain de sang et des morts inutiles ; sinon, vous serez bombardés », les forces ukrainiennes auraient répondu « Navire russe, va te faire foutre » (en russe : Русский корабль, иди на хуй, Rousskiy korabl', idi na khouï).
L'enregistrement présumé de cet échange est publié par l'Ukrayinska Pravda ; son « authenticité » est notamment confirmée par The Washington Post. Les autorités ukrainiennes affirment dans un premier temps que les 13 gardes-frontières ukrainiens soit la totalité des défenseurs de l'île,, auraient tous été tués.
Dans une continuité de propagande de guerre des deux côtés, l'Ukraine aurait eu la volonté d'ériger ces soldats en martyrs, symboles d'un pays en quête de héros nationaux résistants, au même titre que le « fantôme de Kiev », un as de l'aviation vraisemblablement fictif de la bataille de Kiev, censé avoir abattu six avions russes le premier jour de l'offensive russe.
Les derniers mots des gardes-frontières ukrainiens, « Navire de guerre russe, va te faire foutre », deviennent un cri de ralliement pour les Ukrainiens et leurs partisans dans le monde entier. Le soir de l'attaque, le président ukrainien Volodymyr Zelensky annonce que les 13 gardes-frontières décédés en refusant de se rendre se verraient accorder à titre posthume le titre de Héros d'Ukraine, la plus haute distinction militaire ukrainienne.

##### Récit russe: une reddition sans victimes ni dégâts
Le lendemain de la prise de l'île, Igor Konachenkov, porte-parole du ministère de la Défense de la Fédération de Russie affirme que la garnison de l'île comptait 82 soldats qui se sont rendus sans combattre,.

#### Survie et libération des gardes-frontières
Le 25 février à midi, le navire civil ukrainien Saphir (uk) quitte le port d'Odessa pour l'île des Serpents. L'équipage de 19 personnes, ainsi qu'un médecin, deux prêtres protestants et un aumônier militaire de l'Église orthodoxe ukrainienne d'Odessa, ont l'intention de récupérer les corps des Ukrainiens qui auraient été tués dans le bombardement russe du croiseur Moskva. Le 26 février au matin, le Saphir arrive à l'île des Serpents et est arraisonné par les Russes, qui les informent que la garnison est vivante et en captivité. Les Russes remorquent le Saphir près de la partie la moins endommagée de l'île, et son équipage est encouragé à signaler que la garnison s'est rendue sans combat et que les bâtiments de l'île sont intacts. Le capitaine du Saphir contacte l'Autorité portuaire d'Ukraine, leur disant que des « petits hommes verts » étaient à bord et ont pris le contrôle du navire. Puis l'équipage du Saphir est à son tour fait prisonnier. Le lendemain, les Russes emmenent l'équipage en Crimée à bord d'un remorqueur de sauvetage de classe Sliva : le Chakhtar, et les emprisonne à Sébastopol. Le navire ukrainien lui-même est transféré à Sébastopol. La Direction générale du renseignement du ministère de la Défense ukrainien dénonce la saisie d'un navire civil comme « piraterie ».
Le 27 février, les autorités ukrainiennes affirment que les gardes-frontières pourraient encore être en vie, prisonniers des forces armées russes et captifs à Sébastopol,.
Le lendemain, quatre jours après l'attaque, la marine ukrainienne annonçait sur son compte Facebook officiel la survie des gardes-frontières, affirmant que le fait que les Russes aient coupé les communications entre l'île des Serpents et le reste du pays avait contribué à faire croire à la mort des Ukrainiens présents sur place.
Une image satellite prise dimanche 27 mars par Maxar Technologies, montre l'île des Serpents dont certains bâtiments sont endommagés, ainsi qu'un navire de débarquement de classe Ropoutcha de la marine russe, au mouillage près de l'île. Un bombardement russe d'ampleur limitée a donc bien eu lieu en préalable à l'occupation de l'île.
Fin mars 2022, les gardes-frontières ont été libérés lors d'un échange contre des prisonniers russes détenus par l'Ukraine.

### Occupation russe et contre-attaques ukrainiennes
Le 14 avril, des missiles anti-navire ukrainiens coulent le navire amiral russe de la mer Noire Moskva. Cette action force les Russes à retirer leur flotte hors de portée des missiles, laissant l'île exposée et augmentant la difficulté à réapprovisionner leurs troupes.
Du 26 au 30 avril, les Ukrainiens revendiquent des frappes contre les forces russes sur l'île, ayant touché un poste de contrôle, détruit deux véhicules antiaériens 9K35 Strela-10 et tué 42 soldats russes,,. Le 2 mai, les Ukrainiens publient une vidéo d'une frappe, par un drone de combat ukrainien Bayraktar TB2 contre un patrouilleur russe de classe Raptor,.
Le 7 mai, les responsables ukrainiens diffusent des images d'une barge de débarquement russe de classe Serna détruite près de l'île des Serpents par un drone ukrainien,. Des drones Bayraktar TB2 ont été utilisés pour détruire deux véhicules antiaériens 9K330 Tor-M1, dont l'un était en train d'être déchargé de la barge de débarquement de classe Serna, ouvrant peut-être la voie à une paire d'avions de chasse Soukhoï Su-27 ukrainiens conduisant un bombardement à grande vitesse et à basse altitude ce jour-là ; des photos satellites semblent corroborer les images,. Plus tard, des images d'une frappe sur un hélicoptère débarquant des soldats sur l'île, sont diffusées, les deux camps revendiquent cette destruction comme l'une de leurs victoires. Le même jour, le ministère russe de la Défense affirme que les forces aérospatiales russes avaient repoussé les tentatives ukrainiennes de reprendre l'île des Serpents en détruisant un Su-27, un bombardier Soukhoï Su-24, 3 hélicoptères Mil Mi-8 et 2 drones Bayraktar TB2, et que les forces russes avaient trouvé les corps de 27 militaires des forces spéciales ukrainiennes,. Ces affirmations n'ont pas été confirmées. Le 11 mai la Roumanie repêche l'épave d'un drone ukrainien Bayraktar TB2.
Le 10 mai, Alexeï Podberiozkine (en) — directeur du Centre des problèmes militaro-politiques — russe, déclare à l'agence RIA Novosti que l'île contrôle le littoral de l'Ukraine occidentale sur la mer Noire et qu'elle peut être un tremplin pour des attaques russes contre le Boudjak, partie ouest de l'oblast d'Odessa, à la frontière entre la Roumanie et l'Ukraine, et pour d'autres futures avancées russes dans l'oblast de Mykolaïv et vers Odessa. Podberiozkine prédit une prochaine offensive russe entre le port d'Odessa et Izmaïl, sur la frontière orientale de l'OTAN et de l'Union européenne, offensive visant à priver l'Ukraine d'accès à la mer, pour en faire une « région agricole ».
Le 17 juin les Ukrainiens annoncent avoir coulé le remorqueur Vasily Bekh, probablement grâce à un missile anti-navire AGM-84 Harpoon. Le 20 juin Russes et Ukrainiens annoncent une contre-attaque ukrainienne sur l'île. Les Ukrainiens annoncent avoir infligé des pertes significatives à la Russie grâce à des tirs de lance-roquettes multiples et des frappes de drones sur l'île. Les Russes annoncent avoir abattu 13 drones ukrainiens sur les 15 qui auraient participé à l'attaque, avoir repéré un drone de reconnaissance américain Northrop Grumman RQ-4 Global Hawk et avoir intercepté un grand nombre de roquettes ennemies,,,,. Les Russes accusent également l'Ukraine d'avoir attaqué deux plates-formes de forage qu'ils occupaient en 2014 (uk) à 70km au sud d'Odessa (les « Tours Boïko »).
Le 22 juin, Iouri Chvytkine, vice-président du comité de défense de la Douma d'État russe, déclare à Lenta.ru que l'île est un point stratégique principal de la mer Noire, dominant les voies de navigation, et que les forces russes qui y sont stationnées contrôlent l'accès de l'Ukraine à la mer. Le 25 juin, Andreï Gouroulev (en), député de la Douma d'État, ancien commandant de la 58e armée et commandant adjoint du district militaire sud, publie un article soulignant l'importance stratégique de l'île et remerciant la garnison russe,.
|  |

### Retrait russe
Le 30 juin, les forces russes, à la suite d'un nouveau bombardement ukrainien et dans l'impossibilité d'y ravitailler et protéger leurs troupes, évacuent définitivement l'île, officiellement pour montrer leur « bonne volonté ». Le ministère ukrainien de la Défense annonce qu'un obusier automoteur ukrainien 2S22 Bohdana a été utilisé pour bombarder l'île, ce tir d'artillerie étant réglé par les observations d'un drone Bayraktar TB2. Le commandant en chef des forces armées ukrainiennes, Valeri Zaloujny, publie des images aériennes et terrestres de l'attaque dans une vidéo et remercie les alliés de l'Ukraine pour les fournitures de munitions étrangères (l'obusier utilise des munitions de calibre 155 mm standard parmi les forces armées de l'OTAN),.
Le succès ukrainien a été attribué en partie à l'approvisionnement en armements occidentaux tels que les missiles américains Harpoon, tandis que des reporters pro-russes l'ont attribué au canon automoteur français CAESAR.

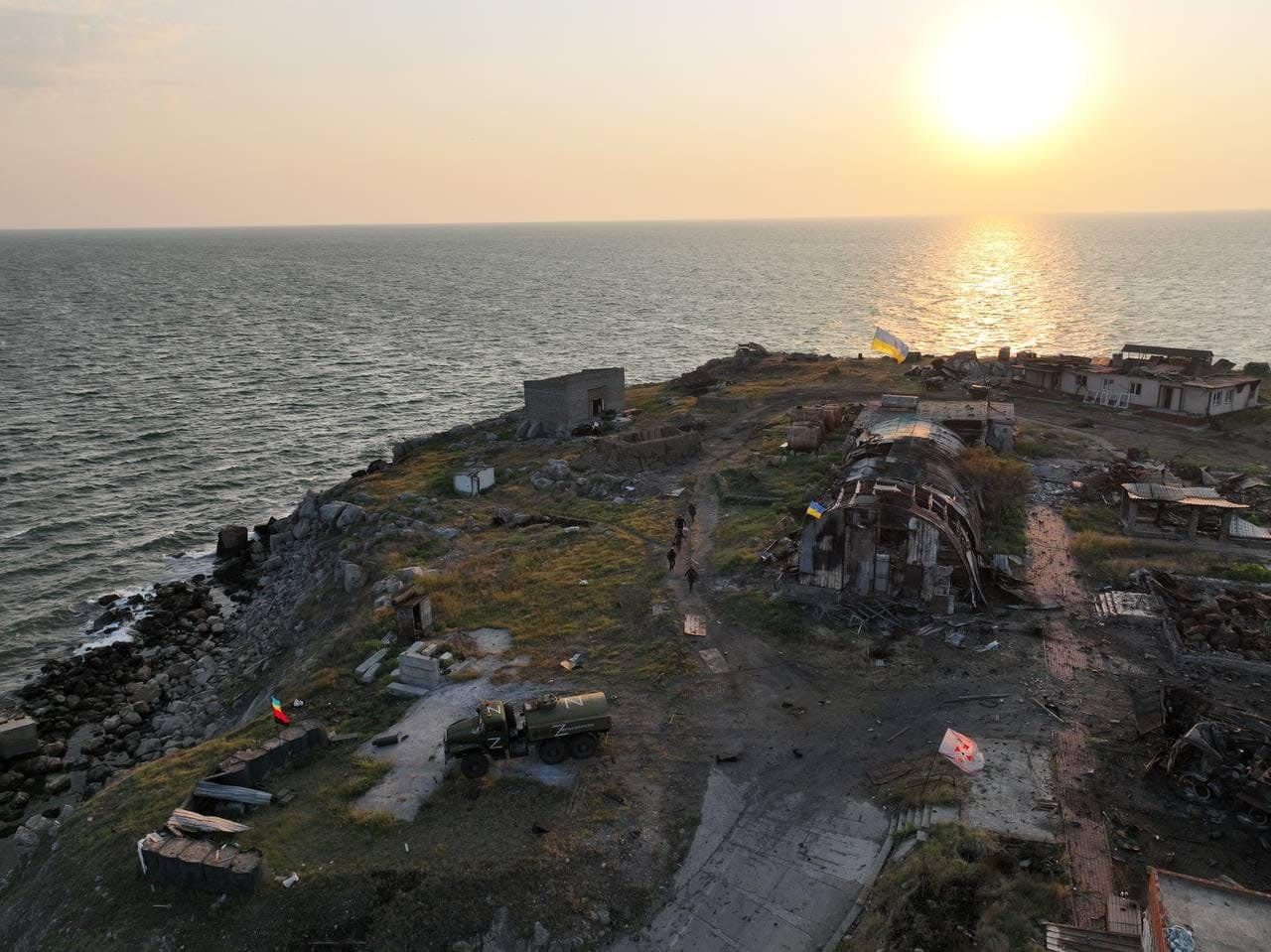
Le 7 juillet le drapeau ukrainien flotte à nouveau sur l'île, image du Service national des gardes-frontières d'Ukraine.

### Retour des forces ukrainiennes
Le 7 juillet, des éléments du 73e centre naval d'opérations spéciales, qui fait partie des Forces d'opérations spéciales des Forces armées ukrainiennes, font le tour de l'île avec des nageurs de combat utilisant des véhicules sous-marins, cherchant des mines anti-sous-marines et anti-débarquement, puis les sapeurs débarquent à terre pour rechercher des mines terrestres ou des munitions non-explosées. Cela fait, les Ukrainiens hissent des drapeaux ukrainiens sur diverses parties de l'île, et aussi des drapeaux des Forces armées ukrainiennes et du 73e centre naval d'opérations spéciales. L'opération a également impliqué la 801e unité distincte d'anti-sabotage sous-marine (uk) de la Marine ukrainienne, la 59e brigade motorisée de l'Armée de terre, et la Direction générale du renseignement du ministère de la Défense ukrainien.
L'administration militaire de l'oblast d'Odessa — l'île des Serpents et sa base de Bile font partie du raïon d'Izmaïl — annonce sur Facebook que le drapeau ukrainien hissé sur l'île a été dédicacé par le chef de l'administration militaire, Maxym Martchenko : « Rappelez-vous « le navire russe » l'île des Serpents, c'est l'Ukraine ! » (« Пам'ятай "русский военный корабль" острів Зміїний, це Україна! »). Pendant que les Ukrainiens reprenaient possession de l'île, des navires de guerre russes manœuvrent en direction de l'île. Selon la partie russe, des militaires ukrainiens ont été tués par des tirs de missiles russes. Selon la partie ukrainienne, tous les soldats ukrainiens ont quitté l'île sains et saufs, tandis que des missiles russes ont frappé la jetée de l'île.
Le 20 juillet, la Direction générale du renseignement ukrainienne annonce l'achèvement des opérations de déminage et de reconnaissance des fortifications souterraines de l'île (uk). Divers équipements russes sont saisis : drones Orlan-10, systèmes MANPADS, lance-grenades et lance-flammes, ainsi que des documents personnels, des appareils électroniques et des armes légères. Une vidéo montre des personnels ukrainiens retirant le tricolore russe du mât de l'île et hisser le drapeau ukrainien, et « évacuer » vers Odessa un chat trouvé sur l'île, qualifié de « chat ukrainien »,,.

## Conséquences
Évacuée par la Russie, l'île des Serpents est revenue sous contrôle ukrainien. La possession de ce rocher (au sens du droit maritime : il n'a pas d'eau potable) est importante non seulement sur le plan militaire, mais aussi économique : il permet de contrôler l'accès à d'importants gisements de gaz dans un rayon de 200 milles marins. Du point de vue stratégique, il se trouve devant les bouches du Danube, près des bases de l'OTAN situées en Roumanie.
Le 13 septembre 2022, le blogueur russe Maxime Fomine, qui écrivait sous le pseudonyme de Vladlen Tatarsky et était suivi par plus de 400 000 personnes (il a été tué dans un attentat le 2 avril 2023) demande au Kremlin « une frappe nucléaire sur l'île des Serpents pour avertir les soutiens de l'Ukraine que la Russie n'a pas abattu toutes ses cartes ». Si elle n'est pas radioactive, l'île des Serpents est déjà très détériorée à la suite des batailles de 2022 : elle est entourée d'épaves de barges éventrées dont s'échappe du fioul et est couverte de restes de munitions contenant du phosphore ; les constructions à terre, y compris l'ancien phare roumain, sont incendiées et en ruines.
Le 7 juillet 2023, soit le 500e jour de l'invasion russe de l'Ukraine, le président ukrainien Volodymyr Zelensky commémore symboliquement, sur l'île des Serpents, les victimes de cette guerre et la résistance ukrainienne.

La phrase « Navire russe, va te faire foutre » est devenue un mème iconique.
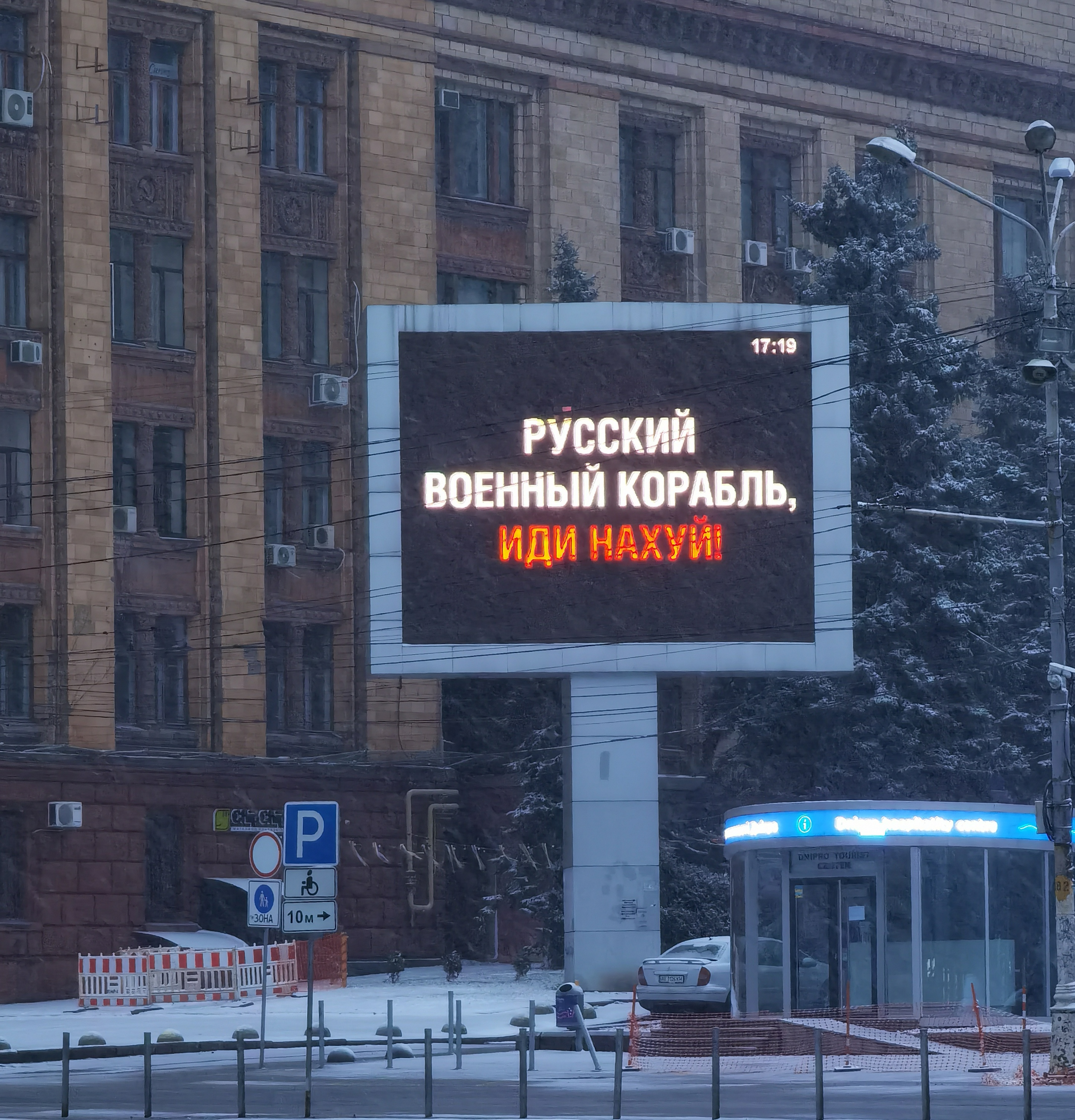
Sur la place principale de Dnipro (Ukraine).
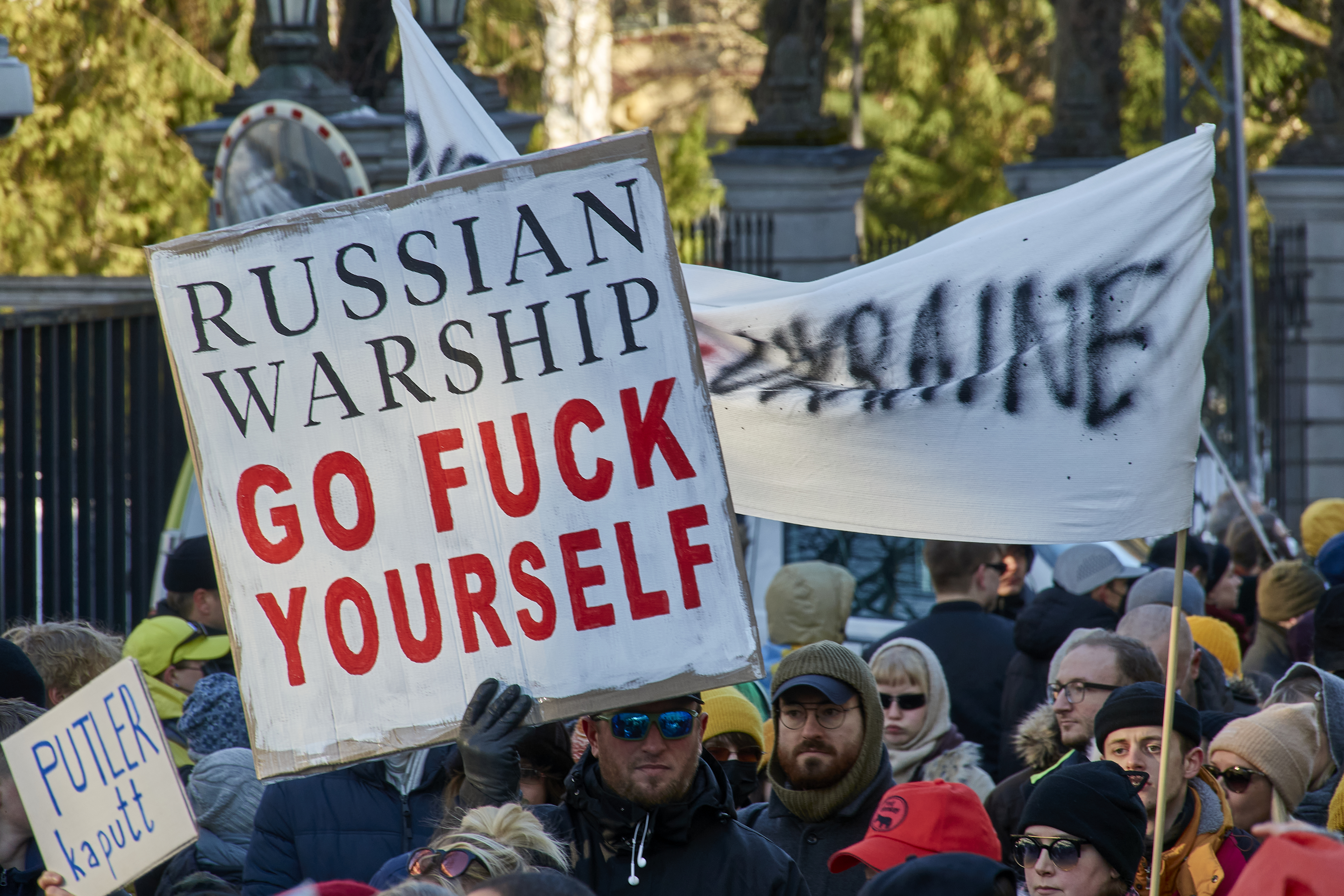
Dans une manifestation à Helsinki (Finlande).
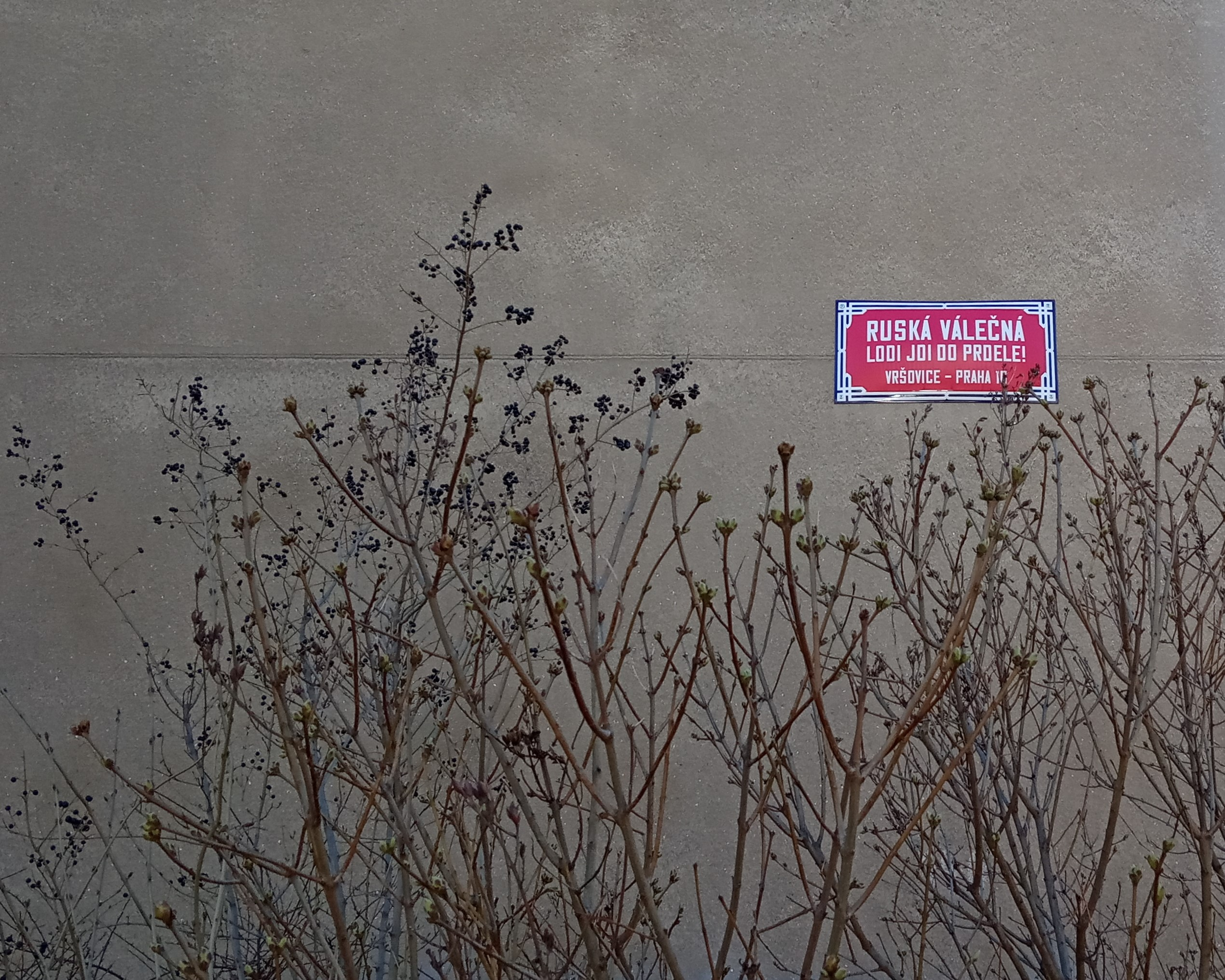
Dans une rue de Prague (Tchéquie).
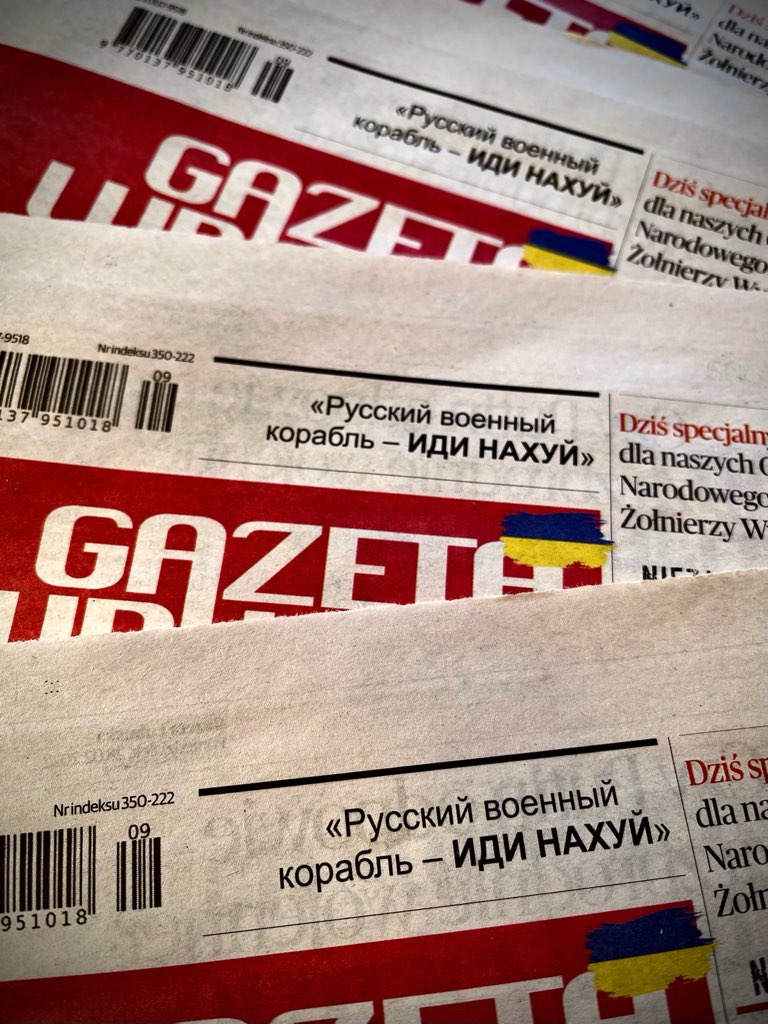
Sur la première page de l'hebdomadaire polonais Gazeta Lubuska (pl).
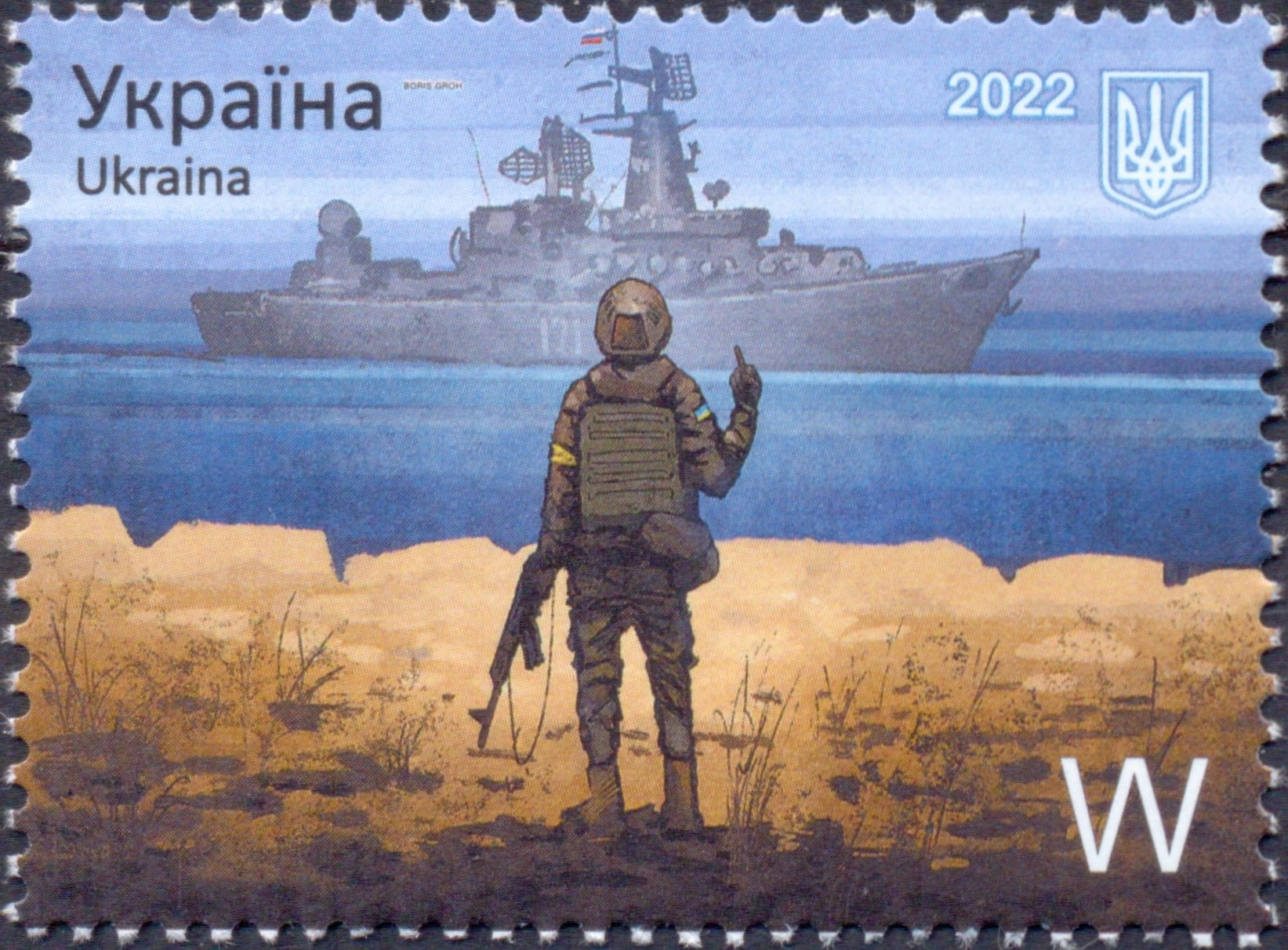
Sur un timbre ukrainien.